# Peter Beer (Aufklärer)
Peter Beer (geb. 19. Februar 1758 in Nový Bydžov (Neubidschow), Ostböhmen; gest. 8. oder 10. November 1838 in Prag) war ein jüdischer Aufklärer in Böhmen, ein Pädagoge und Reformer, Historiker, Geograph und theologischer Autor.

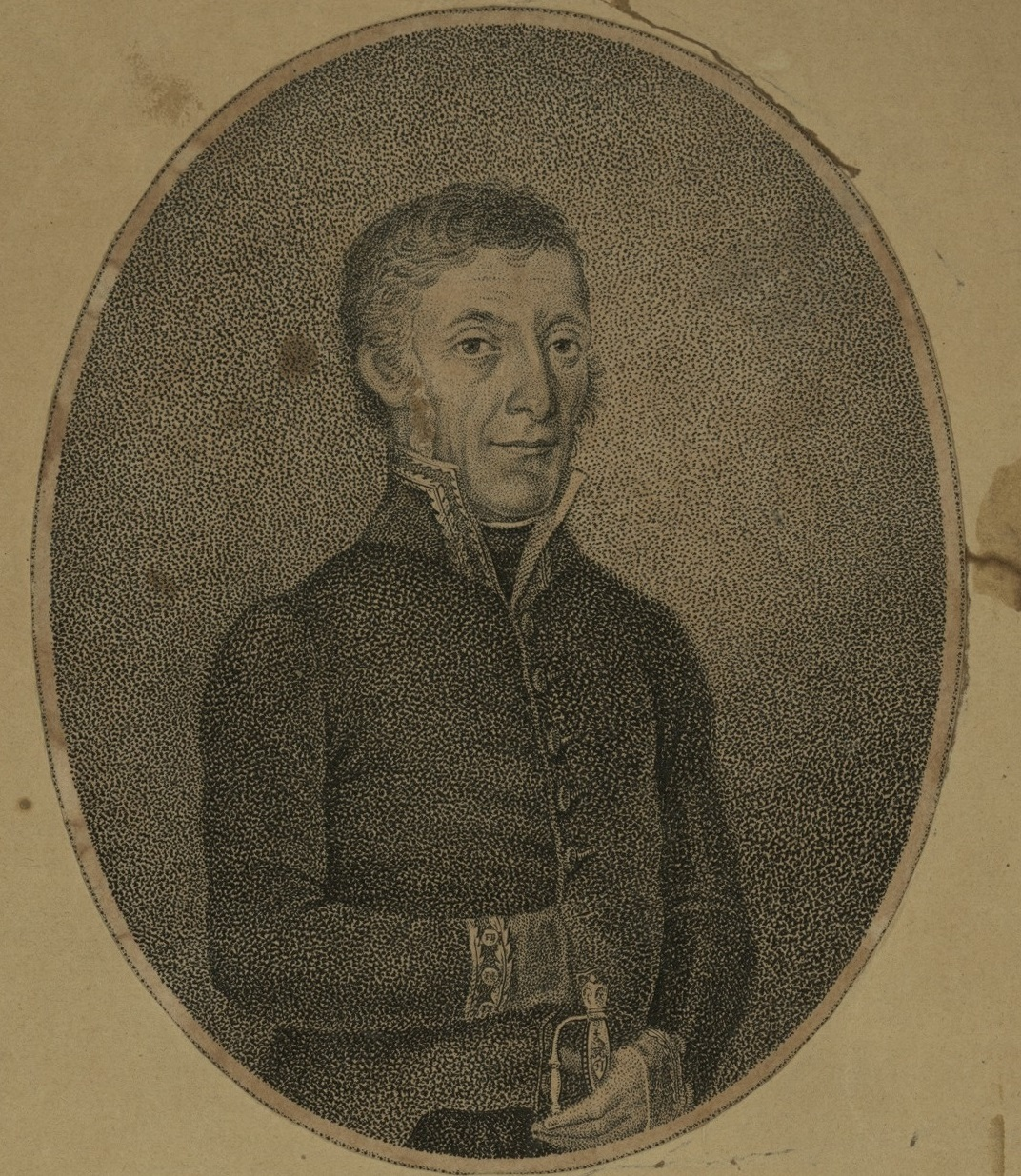
Peter Beer (1758–1838), ein jüdischer Aufklärer in Böhmen, Pädagoge und Reformer

Der in Böhmen geborene Beer lehrte in Prag, zu seinen weiteren Wirkungsorten zählen Wien und Mattersdorf (Mattersburg)/Ungarn. Er trug nebst Aaron Chorin am meisten zur Verbesserung des Kultus und der jüdischen Schulen in Österreich bei. In Prag versuchte er trotz vieler persönlicher Schwierigkeiten und Missverständnisse in der jüdischen Gemeinde, das jüdische Schulwesen im Sinne der theresianischen und josephinischen Schulgesetze zu reformieren und die bürgerliche Emanzipation der Juden zu fördern. Sein lebenslanges Vorbild war Kaiser Joseph II., auf den er sich in vielen seiner Reden und Veröffentlichungen mit Bewunderung bezog.
Dem Kabbala-Experten Roland Goetschel zufolge war Beer „eine der bestimmenden Figuren des radikalsten Flügels des Haskala in Österreich-Ungarn“.
Beers jüdische Geschichtsschreibung ging der Entstehung der Wissenschaft des Judentums in Deutschland in den 1820er Jahren voraus.

## Leben und Werk
Peter Beer wurde in Nový Bydžov (Neubidschow) in Ostböhmen geboren. Als Kind studierte er gleichzeitig Talmud und Latein und belegte beide Fächer in Prag, dann in Bratislava und Wien, wo er durch ein Edikt von Kaiser Joseph II. zum Universitätsstudium zugelassen wurde. In Wien war er Privatlehrer und fand viele gute Freunde unter den christlichen Lehrern. Im Jahr 1785 wurde er nach Mattersburg (Nagymarton) eingeladen, wo er bis 1815 als Deutschlehrer arbeitete und als erster in Ungarn als qualifizierter weltlicher Lehrer an einer jüdischen Schule angestellt wurde. Später wurde er nach Prag eingeladen, um an der dortigen Israelitischen Hauptschule Vorlesungen in Ethik, Geschichte, Geografie und Naturwissenschaften zu halten. Er hatte dieses Amt bis zu seinem achtzigsten Lebensjahr inne. Sein bedeutender Beitrag zur Erziehung der österreichischen Juden ist allgemein anerkannt. Generationen sind unter seiner Obhut aufgewachsen, und seine Schüler haben neben jüdischem Wissen auch eine große weltliche Gelehrsamkeit erworben.
Beers Leben war mit teils als extremistisch und kritisch empfundenen Ansätzen ein ununterbrochener Kampf gegen Vorurteile und Fanatismus, und obwohl er von staatlicher Seite Ehrungen und Auszeichnungen erhielt, wurde sein großes Engagement von seinen Glaubensgenossen nicht ausreichend gewürdigt.
Er ist Verfasser verschiedener Werke zur Geschichte des Judentums, darunter auch mehrere Lehrbücher, deren Einfluss auf das jüdische Bildungssystem groß war.
Bereits 1796 veröffentlichte er sein erstes und vielleicht erfolgreichstes Werk „Toldot Israel“, eine Geschichte Israels. Es war ein Auszug aus der gesamten Bibel mit einem Kommentar in deutscher Sprache in hebräischen Buchstaben, um Kindern die Geschichten der Bibel beizubringen. Über mehrere Generationen wurde seine „Geschichte Israels“ in drei Sprachen übersetzt und ist in vielen Ausgaben erschienen; eine war 1905 auf Russisch.
Seine wiederholten Versuche, es gleichzeitig als Lehrbuch im staatlichen Schulsystem zu etablieren, schlugen jedoch fehl.
Peter Beer war als Mitarbeiter auch in der Zeitschriften Sulamith, Me’asef und Bikore Etim tätig. Sein Hauptwerk Geschichte, Lehren und Meinungen aller bestandenen und noch bestehenden religiösen Sekten der Juden und der Geheimlehre oder Cabbalah erschien 1822/23, darin präsentiert er die Geschichte des Judentums als „die Geschichte einer Abfolge von verschiedenen Sekten“.

Zur Rolle von Peter Beer und Herz Homberg im Prager jüdischen Erziehungswesen merkt die Literaturwissenschaftlerin Verena Dohrn in der YIVO Encyclopedia an: 

„For a brief period beginning in 1823, Peter Beer and Herz Homberg, two maskilim and government advisers, oversaw the federation of three yeshivas in Prague to form the Privilegierte Öffentliche Rabbinerschule (lit., Privileged [i.e., Chartered] Public Rabbinical School). The first true seminary in Eastern Europe, however, was the Szkoła Rabinów, founded in 1826 in Warsaw primarily on the initiative of the maskilim Abraham Stern, Jakob Tugendhold, and Antoni Eisenbaum.“

Die Judaistin Louise Hecht merkt in ihrem biographischen Artikel an, dass Peter Beer, obwohl er von verschiedenen jüdischen Kreisen heftig kritisiert wurde, das Gesicht des Prager Judentums im 19. Jahrhundert wesentlich mitgeprägt habe.
Seine Autobiographie „Lebensgeschichte“ wurde 1839 veröffentlicht, Beer hatte sie bereits einige Tage nach der feierlichen Übergabe der ihm von Kaiser Franz I. (Österreich) verliehenen goldenen Civil-Ehrenmedaille entworfen.

## Werke (Auswahl)
- Toldoth Israel, mit deutscher Übersetzung, Bonn 1796. 2 Thle. – eines der ältesten der späteren Lehrbücher zur jüdischen Geschichte
- Biographische Skizzen einiger gelehrten Israeliten in den österr[eichischen] Staaten, in: Sulamith 3 (1810), Bd. 1, 245–266 (Digitalisat). Über die Nothwendigkeit einer Sammlung von Lebensbeschreibungen gelehrter und sonst rühmlich sich auszeichnender Männer in Israel : nebst biographischen Skizzen einiger gelehrter Israeliten in den österreichischen Staaten. Sulamith: eine Zeitschrift zur Beförderung der Cultur und Humanität unter den Israeliten, Jg. 3 (1810–1811). Dritter Jahrgang 1810–1811 H. 1 Bd. 4 H., S. 234–266
- „Dath Jissrael“  (1808) – eine Einführung in die mosaische Glaubens- und Sittenlehre
- Rede gehalten am Jubelfeste der israelitischen Hauptschule in Prag den 10. Mai 1812. Prag: Franz Sommer, 1812 Digitalisat
- Gebetbuch für gebildete Frauenzimmer mosaischer Religion (1815, 1839, 1843)[13] – Anthologie von teḥinot auf Deutsch
- Das Judentum oder die Grundsätze der jüdischen Religion nach Maimonides (Prag, 2. Aufl.)
- Geschichten, Lehren und Meinungen aller religiösen Sekten der Juden (Brünn, 1827) Digitalisat – das außerhalb Österreichs sofort populär war und auch in christlichen Kreisen großen Anklang fand
- Handwörterbuch der deutschen Sprache. Mit besonderer Beziehung auf ihre gleichnamigen (Homonymen), sinnverwandten (Synonymen) und uneingetlichen (tropischen) Ausdrücke. Nach den Wörterfamilien geordnet, zunächst für angehende Schullehrer und reifere Schüler (Wien, J. P. Sollinger, 1827, Erster Band A–R, Zweiter Band S–Z)
- Handbuch der mosaischen Religion. Erster Curs. Wien und Prag 1821 (Digitalisat)
- Ceremonialgesetz der Juden (Prag, 1818)
- Leitfaden bei dem Elementar-Unterrichte in der mosaischen Glaubens- und Pflichtenlehre. Der Vernunft, der Schrift und dem Bedürfnisse unserer Zeit gemäß. Prag, Landau, 1832
- Skizze einer Geschichte der Erziehung und des Unterrichts bei den Israeliten, von der frühesten Zeit bis auf die Gegenwart. Prag 1832 (Digitalisat)
- Leben und Wirken des Rabbi Moses Maimonides (Prag, 1834)
- Lebensgeschichte des Peter Beer, Religionslehrer an der Israelitischen Hauptschule zu Prag. Vorwort von Moritz Herrmann. Prag 1839 Digitalisat
- Reminiszenzen (Prag, 1835)
- „Ueber Literatur der Israeliten in dem österr. Kaiserstaate im letzten Decennio des 18. Jahrhunderts,“ in der Zeitschrift: Sulamith, 2. Jahrg. 1. Bd.; fortgesetzt im Intell.-Blatt der „Annalen der Literatur und Kunst in dem österr. Kaiserstaat,“ IV. Jahrg. März 1805